# غواصة يو بي-14

أس أم يو بي-14 هي غواصة ألمانية فئة يو بي 1 تابعة للبحرية الإمبراطورية (بالألمانية: Kaiserliche Marine)‏ خلال الحرب العالمية الأولى. كانت الغواصة معروفة أيضًا في البحرية النمساوية المجرية بأسم أس أم -26 .

## معرض صور

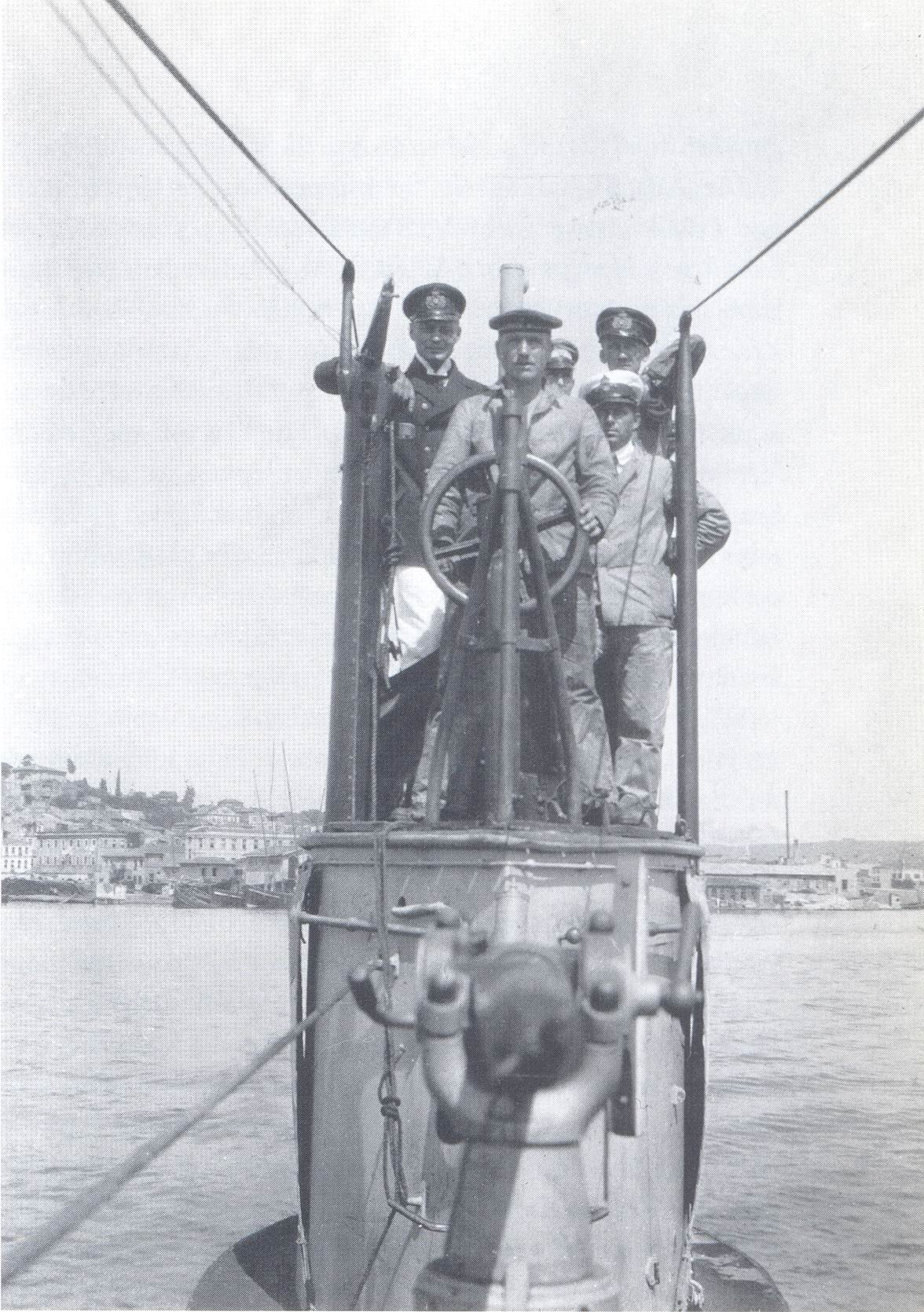
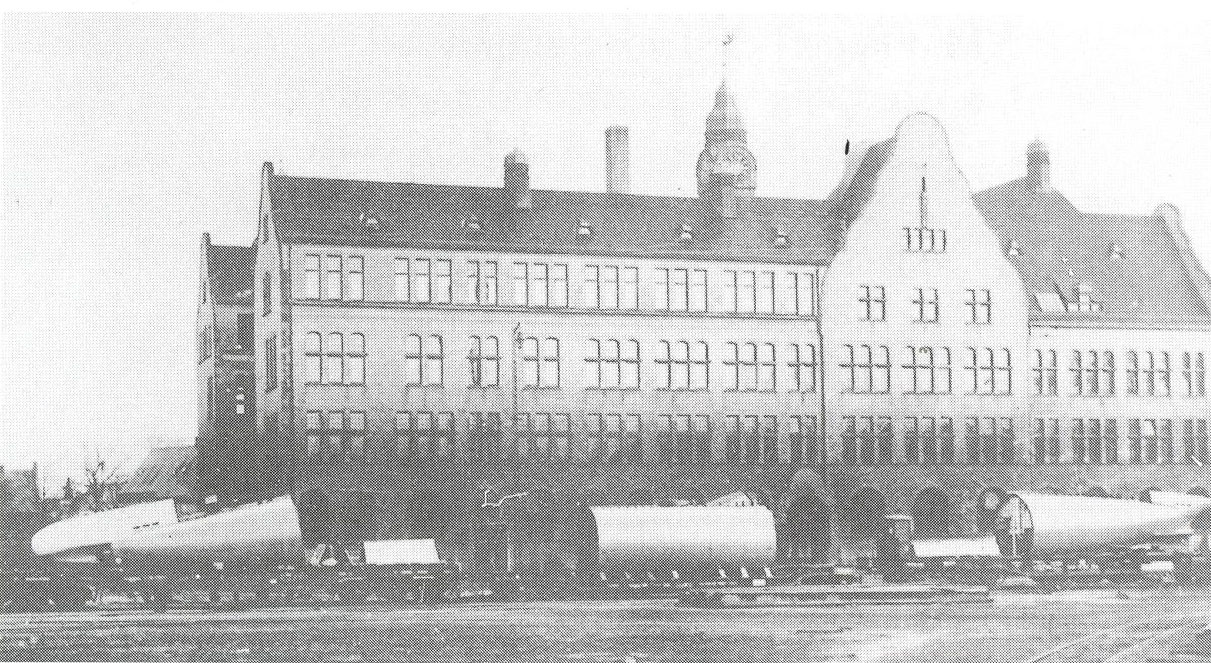
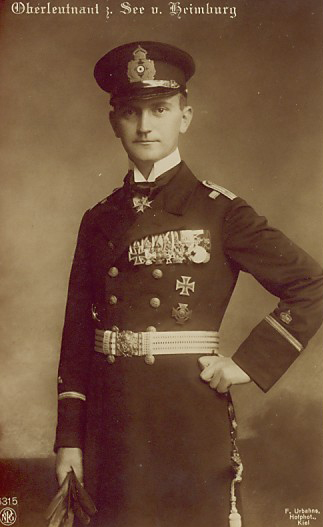
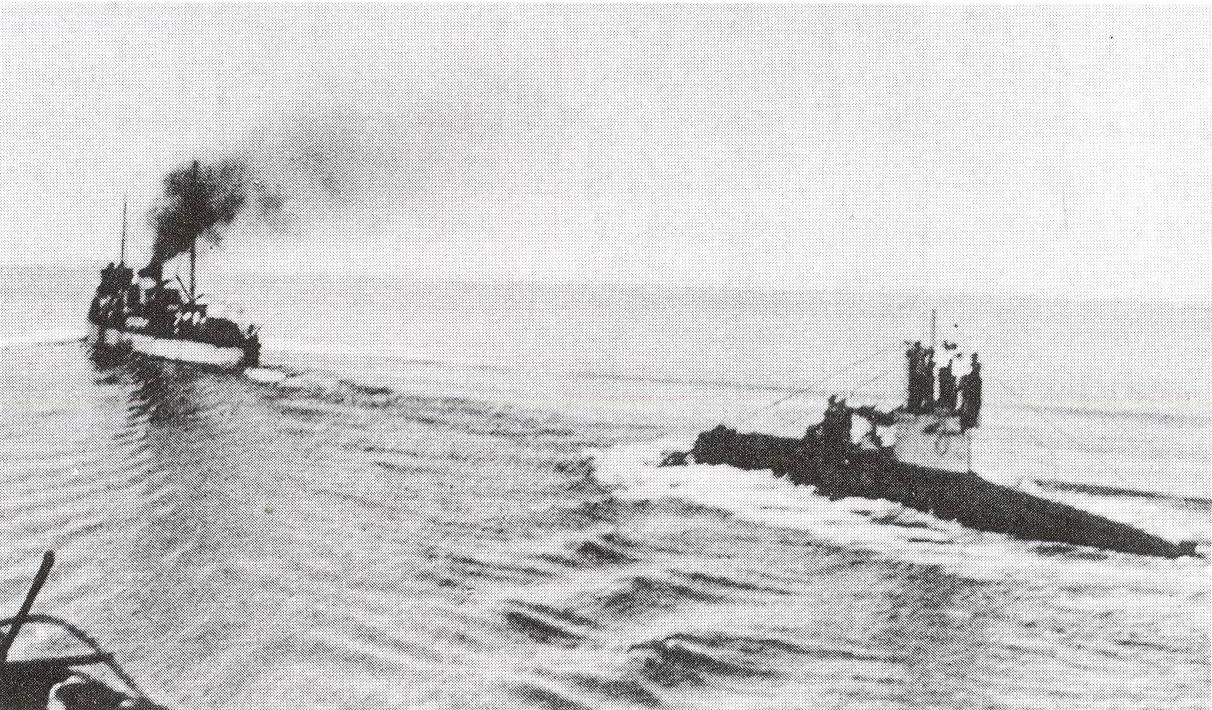
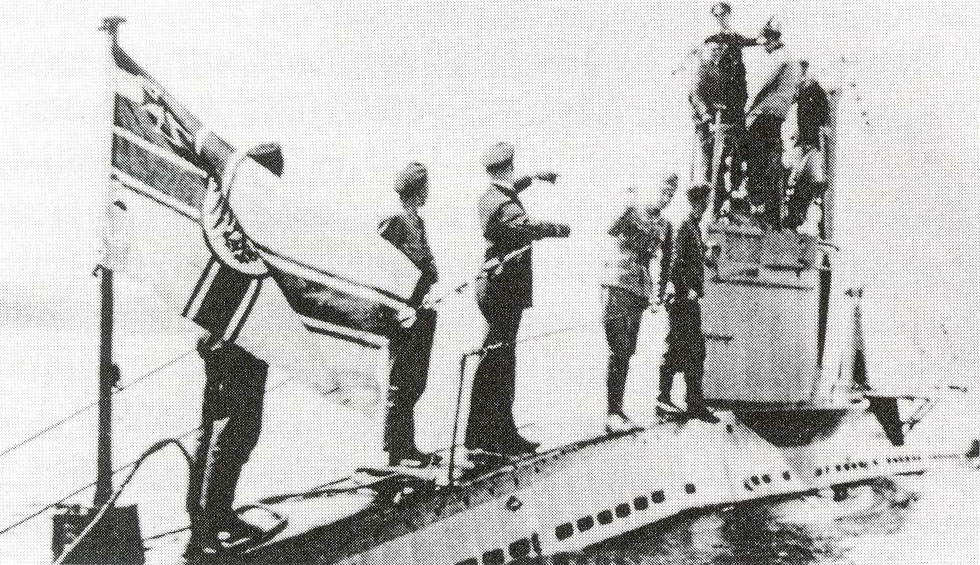